# Reggiane Re.2002
Il Reggiane Re.2002 Ariete era un monoplano monomotore italiano sviluppato durante la seconda guerra mondiale. Rappresentava un'evoluzione del precedente progetto Reggiane, il Re.2000, integrando alcune delle modifiche già introdotte con il Re.2001. Venne impiegato dalla Regia Aeronautica, per poco più di un anno. Trovò anche un limitato impiego con la Luftwaffe che lo utilizzò in operazioni contro la resistenza francese. Tra tutti i velivoli della Reggiane fu quello prodotto nel maggior numero di esemplari, se non si considerano i Re.2000 prodotti su licenza in Ungheria.

## Storia del progetto
Progettato dall'ingegner Roberto Longhi, con la collaborazione dell'ing. Antonio Alessio, il Re.2002 era una evoluzione del Re.2000, del quale riprendeva le linee esteriori ma dal quale si distaccava per l'impiego del più potente motore radiale Piaggio P.XIX R.C.45 Turbine (capace di erogare la potenza di 1 160 CV, circa 160 CV in più rispetto al Piaggio P.XI montato sul predecessore) e per la differente struttura delle ali.
La scelta di tornare ad un velivolo dotato di motore stellare, dopo i positivi riscontri avuti con il motore a V Daimler-Benz DB 601 montato sui Reggiane Re.2001, derivava principalmente dalla necessità di affrancare la produzione dei velivoli dalle ridotte consegne di motori DB 601 (originali o di produzione su licenza da parte dell'Alfa Romeo) che venivano assegnati prioritariamente all'Aermacchi per la realizzazione del M.C.202; inoltre il progettista Longhi era, secondo alcune fonti, un sostenitore del motore "stellare".
Va infatti ricordato che il motore "radiale" o "stellare", pur avendo un impatto superiore al motore in linea sull'aerodinamica (soprattutto se il radiatore del motore in linea era piccolo e discretamente aerodinamico) aveva anche dei vantaggi: era molto più robusto e facile da mantenere operativo, poteva incassare danni gravi continuando a funzionare fattore, quest'ultimo, importantissimo per gli assaltatori e i velivoli che agivano a stretto contatto con il fuoco contraereo nemico, infine richiedeva manodopera meno specializzata per essere costruito.
Per quanto riguarda le ali, il Re.2002 utilizzava le soluzioni già introdotte con il Re.2001, in particolare la struttura trilongherone, in luogo di quella pentalongherone del Re.2000, così come venne confermato l'abbandono della soluzione dei serbatoi di carburante "integrati" nella struttura che caratterizzava il "Falco" e che ne aveva determinato le sorti.
Ancora dal punto di vista esteriore, il Re.2002 richiamava, come già le altre realizzazioni dell'ingegner Longhi, le linee aerodinamiche dei velivoli statunitensi "firmati" da Aleksandr Nilolaevič Prokof'ev-Severskij e Alexander Kartveli: il Seversky P-35 ed il successivo Republic P-43 Lancer.
Il primo prototipo del Re.2002, che volò nell'ottobre 1940, circa tre mesi dopo il primo volo del Re.2001, venne costruito impiegando la cellula di un Re.2000 (matricola MM.454). Un precedente velivolo (matricola MM.453) avrebbe dovuto impiegare il motore Fiat A.76 da 1 000 CV ma la sua realizzazione non venne portata a termine.
Il Re.2002, a causa di difficoltà nella messa a punto del propulsore (che risultò sempre carente in quanto ad affidabilità), venne trasferito al Centro Sperimentale della Regia Aeronautica (basato presso l'Aeroporto di Guidonia) solo il 24 marzo del 1941.
La Regia Aeronautica emise il primo ordine per il Re.2002 otto mesi dopo: nel novembre del 1941 vennero richiesti 100 esemplari del cacciambombardiere convertendone parzialmente uno relativo a velivoli del modello Re.2001. La prima consegna ebbe luogo il 18 maggio 1942, ma per vedere il secondo velivolo si dovette aspettare fino al successivo 28 novembre.
Il progetto del Re.2002 non subì ulteriori sviluppi; risultano prodotti diciotto esemplari con specifiche, ma non meglio dettagliate, modifiche per l'impiego come bombardiere a tuffo ed un solo Re.2002bis (matricola MM.7327) che impiegava l'ala del Re.2005 che fu portato in volo il 12 luglio del 1943 ma successivamente nuovamente convertito agli standard di serie.
Alcune fonti bibliografiche indicano l'interesse della Luftwaffe per una versione motorizzata con il radiale BMW 801 del quale sarebbe stata iniziata la costruzione di una prima cellula andata distrutta nel bombardamento degli stabilimenti delle Officine Meccaniche Reggiane avvenuti nei primi giorni di gennaio del 1944.
A causa degli stessi bombardamenti e della difficoltà di reperire documentazione certa, non è nemmeno possibile risalire al numero esatto di esemplari prodotti, che viene indicato tra le 225 e le 261 unità.
Tra le incertezze che emergono nella storia del Re.2002 va annoverata, almeno in parte, anche la denominazione: mentre la maggioranza delle fonti bibliografiche riporta (come detto) Ariete, si riscontra anche l'indicazione di Ariete II indicando come Ariete I la denominazione attribuita al Re.2001.

## Tecnica

### Struttura
Il Re.2002 era un monoplano ad ala bassa, a sbalzo, dalla struttura interamente metallica. Monomotore e monoposto, aveva fusoliera di sezione circolare, realizzata in duralluminio con struttura a guscio e rivestimento lavorante. L'abitacolo era disposto nella parte centrale della fusoliera ed era dotato di cappottina ribaltabile lateralmente. Nel prototipo, diversamente da quanto poi realizzato negli esemplari delle serie produttive, la vetratura proseguiva anche alle spalle del pilota.
L'ala aveva pianta ellittica ed era anch'essa realizzata in duralluminio e rivestimento lavorante; solo gli alettoni, disposti nella parte esterna delle semiali, erano rivestiti in tela. In analogia a quanto già avvenuto sul Re.2001, l'ala del Re.2002 era trilongherone e conteneva serbatoi di carburante autostagnanti, senza riproporre la soluzione dell'ala stagna pentalongherone che aveva caratterizzato il Re.2000.
Gli impennaggi erano di tipo classico, con l'equilibratore collocato alla base della deriva.
Il carrello d'atterraggio era di tipo triciclo posteriore; gli elementi principali (dotati di singola ruota) si ritraevano, con movimento di rotazione di 90° (secondo il sistema denominato Curtiss, dall'azienda che per prima lo impiegò), all'interno delle semiali: la gamba era alloggiata in un'apposita carenatura, mentre le ruote (girate di piatto) rientravano completamente all'interno dello spessore alare. Il ruotino di coda, pur essendo orientabile, non era di tipo retrattile.

### Motore
Il motore installato sul Re.2002 era, come detto, di tipo radiale: si trattava del 14 cilindri (disposti su doppia stella) Piaggio P.XIX R.C.45 Turbine, raffreddato ad aria, capace di sviluppare la potenza di 1 160 CV. Il propulsore, pur tra i più potenti radiali disponibili all'epoca in Italia, fu afflitto nel corso del proprio sviluppo da problemi di affidabilità tanto consistenti da ritardare l'inizio della produzione dei primi esemplari del velivolo: trascorsero infatti circa 5 mesi tra il primo volo del prototipo ed il suo invio al Centro Sperimentale della Regia Aeronautica presso l'aeroporto di Guidonia.
Anche l'elica era realizzata dalla Piaggio: era tripala, di costruzione metallica, a passo variabile in volo.

### Armamento
Il Re.2002 era armato con due mitragliatrici Breda-SAFAT calibro 12,7 mm posizionate al di sopra del motore, sparanti (sincronizzate) attraverso il disco dell'elica (con 840 colpi totali) e con altre due mitragliatrici (calibro 7,7 mm, con 1 280 proiettili complessivamente) alloggiate all'interno delle ali.
Erano inoltre previsti tre attacchi (uno al di sotto della fusoliera ed uno sotto ciascuna semiala) per carichi di caduta o serbatoi supplementari di carburante. Il carico trasportabile poteva arrivare fino a 650 kg di bombe; venne valutato anche l'impiego di un silurotto "MAS.450/125/3,63", tuttavia questa soluzione non ebbe alcun seguito operativo.

## Impiego operativo

### Regia Aeronautica

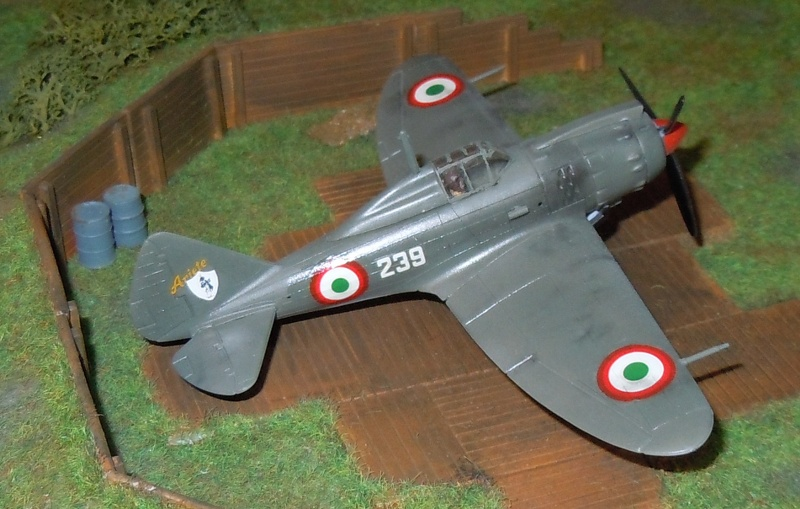
Modello del Re.2002 del 102º Gruppo con asse motore ribassato seconda serie nella livrea della Regia Aeronautica dopo l'8.9.1943, e dopo l'adozione il 21.9.1943 delle coccarde tricolori

L'ordine per la prima serie di 100 esemplari venne evaso definitivamente nel mese di luglio del 1943, mentre della seconda serie (un nuovo ordine di 100 esemplari) solo 47 esemplari vennero consegnati prima che fosse reso noto l'armistizio. Le fonti bibliografiche indicano inoltre l'esistenza di ordini per altri 500 esemplari che non furono mai portati a termine.
I primi reparti a ricevere gli Ariete furono (a novembre o dicembre del 1942) la 239ª e la 209ª Squadriglia del 102º Gruppo, a sua volta inquadrato nel 5º Stormo; il mese successivo altri velivoli vennero assegnati alla 208ª ed alla 238ª Squadriglia del 101º Gruppo, anch'esso facente parte del 5º Stormo. All'epoca entrambi i reparti erano basati presso l'aeroporto di Lonate Pozzolo. Il 102º Gruppo venne trasferito dapprima a Reggio Emilia (14 maggio) e subito dopo (25 maggio) a Tarquinia.
Lo sbarco alleato in Sicilia del 10 luglio 1943, segnò l'inizio di un'intensa attività per le squadriglie equipaggiate con i Re.2002: in quella data i due Gruppi vennero trasferiti a Crotone da dove i velivoli decollarono per le loro missioni di contrasto del nemico al costo di perdite elevate; tra queste si registra (proprio in occasione della prima missione) quella del comandante dello stormo, il colonnello Guido Nobili. Tra i risultati ottenuti durante questi attacchi spiccano i danni causati alla corazzata inglese HMS Nelson, costretta a rientrare a Malta. L'unità però subì un danno marginale, ritornando operativa poco tempo dopo, tanto che poté prendere parte alle operazioni relative allo sbarco a Salerno del 9 settembre successivo. Il 13 luglio diversi Re.2002 rimasero distrutti al suolo nei bombardamenti condotti dagli alleati sull'aeroporto di Crotone che, come risulta da una nota emessa dal comando della 4ª Squadra la mattina del 18 luglio, venne dichiarato "inatterrabile".
Nei giorni successivi 10 Re.2002 furono assegnati al 50º Stormo, i cui 28 Fiat G.50 fino ad allora in uso erano andati perduti nel bombardamento a Crotone, che venne trasferito a Lonate Pozzolo; il reparto venne però sciolto in relazione agli eventi dell'8 settembre.
Il 3 settembre 1943 la Eighth Army, parte delle Forze armate britanniche, iniziò lo sbarco in Calabria. Contro queste truppe la Regia Aeronautica mise in atto una delle ultime azioni operative: lo stesso giorno 15 Re.2002 del 5º Stormo Assalto attaccarono le forze da sbarco, mentre il giorno successivo i velivoli impegnati furono 17; il 4 settembre, tra gli altri, venne ucciso in combattimento il nuovo comandante del reparto, il maggiore Giuseppe Cenni, abbattuto da uno Spitfire britannico.
Molti dei Re.2002 sopravvissuti ai combattimenti dell'estate del 1943 tornarono ben presto in combattimento con la Regia Aeronautica (divenuta forza armata cobelligerante); non si hanno, al contrario, notizie di esemplari operanti con l'Aeronautica Nazionale Repubblicana. Altri velivoli, come quelli appartenenti al 50° requisiti sul campo d'aviazione o di nuova produzione, furono impiegati dalla Luftwaffe.

### Aeronautica Cobelligerante Italiana
Il giorno 8 settembre 1943 il 5º Stormo, con i ventiquattro Reggiane Re.2002 residui (di cui solo dodici dichiarati operativi), era schierato sull'aeroporto di Manduria e già il giorno 18 era in azione contro naviglio tedesco diretto a Corfù. Il 21 settembre tre Re.2002 presero parte ad azioni di attacco contro le truppe tedesche impegnate a Cefalonia.
Tra le operazioni realizzate nel mese di ottobre, a partire dal quale l'aviazione italiana cominciò le operazioni nei Balcani a supporto dei partigiani jugoslavi di Tito, viene ricordato l'attacco alla base della Luftwaffe a Scutari, cui presero parte dieci Re.2002 del 5º Stormo.
Ormai provati dall'impiego operativo e sovente afflitti da problemi al motore, gli undici Re.2002 superstiti vennero ritirati dal servizio di prima linea il 2 giugno 1944 ed assegnati alla Scuola Addestramento Caccia di Lecce-Leverano. Complessivamente la loro vita operativa era durata meno di dodici mesi.

### L'asso del Re.2002

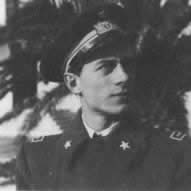
L'asso dei reparti da Tuffo Giuseppe Cenni, prima sullo Stuka e poi sul Re.2002.

Il pilota più abile e decorato sui Re.2002 fu il leggendario asso Giuseppe Cenni: venne insignito della medaglia d’Oro e 6 d’Argento V.M., Croce di Ferro tedesca di 2ª classe e 2 promozioni per merito di guerra. Iniziò quale pilota da caccia a 21 anni con 8 vittorie nella Guerra civile spagnola e nella 2ª Guerra Mondiale passò alla specialità del Tuffo, prima sui Ju 87 Stuka poi sui Re.2002. Operò sui fronti: Mediterraneo, Greco Albanese, Jugoslavo, Cirenaica sulla munitissima piazza di Tobruch, ancora Mediterraneo e le difficilissime azioni notturne su Malta. Fu anche l’ideatore dello Skip Bombing o “Picchiata Cenni” con gli Stuka. Nel febbraio del ‘43 fu chiamato dall'ingegner Longhi per la difficile messa a punto del Re.2002 e, a 28 anni, divenne il più giovane Comandante di Stormo della Regia Aeronautica, Stormo che verrà a lui intitolato. Fu così inviato prima a contrasto dell’invasione degli Alleati della Sicilia e poi della Calabria. Perderà la vita il 4 settembre 1943 al comando del 5º Stormo: l'armistizio era già stato firmato ma non ancora reso noto. Celebre è il suo grido “Valzer!” l’invito al “Tuffo” che usava Cenni con i suoi piloti sugli Stuka e i Re.2002.

### Luftwaffe
Come già accennato, prima dell'armistizio la Germania aveva dimostrato un certo interesse nei confronti del Re.2002: in particolare più fonti bibliografiche riportano una richiesta per trecento esemplari, dotati dell'ala stagna (come nel Re.2001) e di motore BMW 801 (anche in questo caso si trattava di un radiale a 14 cilindri); del progetto risulterebbe parzialmente costruita una sola fusoliera, mentre ulteriori sviluppi furono impediti dalla completa distruzione degli stabilimenti delle Officine Meccaniche Reggiane, in seguito ai bombardamenti del 7 e 8 gennaio 1944.
L'impiego operativo dei circa sessanta cacciabombardieri Re.2002, requisiti sul campo o ricevuti nuovi di fabbrica, fu dapprima in qualità di trainatori per bersagli (inquadrati nella Luftflotte 3). In seguito almeno parte dei Re.2002 fu trasferita al Geschwader Bongart (dal nome del suo comandante, Hermann Joseph von dem Bongart) e destinata al contrasto della resistenza francese. Schierati, tra gli altri, presso gli aeroporti di Bourges, Châteauroux e Clermont-Ferrand, furono impiegati nella "battaglia del Vercors" del luglio 1944.

## Utilizzatori
Germania
- Luftwaffe

 Italia
- Regia Aeronautica
- Aeronautica Cobelligerante Italiana

## Velivoli attualmente esistenti
- La fusoliera restaurata di un Re.2002 della Luftwaffe (matricola W-Nr 1256, 81º esemplare della Serie II, abbattuto nel corso della Battaglia del Vercors[36]) è conservato nel museo della resistenza della città francese di Limoges[36].
- Un Re.2002 è in esposizione al Museo storico dell'Aeronautica Militare (Vigna di Valle), il modello porta i colori della 239ª Squadriglia, 102º Gruppo del 5º Stormo, con il Grillo e il "Valzer!" del leggendario Comandante Giuseppe Cenni (MOVM), anche se la colorazione scelta, a differenza dell'idea iniziale[37][38], è post armistizio.[39]

### Pubblicazioni
- (EN) John F. Brindley, Caproni Reggiane Re 2001 Falco II, Re 2002 Ariete & Re 2005 Sagittario, in Aircraft Profile, N.244, Londra, Profile Publications, 1972.
- Emilio Brotzu e Michele Caso, Gherardo Cosolo, Reggiane Re.2002, in Dimensione Cielo, N.2,  pp. 53-60.
- Nico Sgarlato, Reggiane 2000 Falco I e 2002 Ariete II, in I Grandi Aerei Storici, N.50, gennaio/febbraio 2011.
- (EN) George Punka, Reggiane Fighters, in In Action, N.177, Carrollton, USA, Squadron Signal Publications, 2001, ISBN 0-89747-430-9.
- Angelo Emiliani, Il "Tuffatore" della Regia Aeronautica (Giuseppe Cenni, pilota di Stuka venuto dalla caccia), in Storia Militare, n. 19, Parma, aprile 1995.